# イケノ
イケノ（本名：池野大悟）は、日本のイラストレーター、キャラクターデザイナー。株式会社カプコンのデザイナー。作品によって池野目高（いけのめだか）という名義も使用する。

## 人物
あきまん、西村キヌ、BENGUSと共に『ストリートファイター』シリーズに代表される格闘ゲームのイラスト、デザインを担当。
フォトショップを使用していながらペインターのような力強い厚塗りを得意とし、『スーパーパズルファイターIIX』のようなデフォルメ調のキャラクターも描くことがある。
本人いわく、本来の絵柄はハロルド作石に似ているとのこと。
カプコン入社当時はドッターとして開発に関わっていたが、試験に合格してデザイン室所属となる。デザイン室での最初の仕事は3DO版『スーパーストリートファイターII X』のキャラクターイラスト。当時イラストをチェックしていた西村キヌが非常に厳しかったため、ストレスで500円ハゲができたという。
キャラクターイラストの筋肉表現はあきまん、BENGUSの影響を強く受けている。また、個人的ルーツとして漫画『シェイプアップ乱』『キン肉マン』『北斗の拳』『ドラゴンボール』を挙げている。

## 参加作品
- スーパーストリートファイターII X（3DO版キャラクターイラスト）
- ヴァンパイア ハンター Darkstalkers' Revenge（キャラクターイラスト、ムック用イラスト、ドラマCD用イラスト）
- スーパーパズルファイターIIX（キャラクターイラスト、PlayStation版パッケージイラスト、攻略本表紙イラスト）
- ロックマン2・ザ・パワーファイターズ（スペシャルサンクス）
- ストリートファイターZERO2（サウンドトラックジャケットイラスト）
- ウォーザード（オリジナルアートワーク）
- ストリートファイターEX plus（キャラクターイラスト〈一部〉、販促用イラスト）
- バトルサーキット（キャラクターイラスト、販促用イラスト）
- カプコンスポーツクラブ（デザイン）
- 私立ジャスティス学園 LEGION OF HEROES（ムック用イラスト）
- スターグラディエイター2（オフィシャルアートワーク）
- ストリートファイターEX2（キャラクターイラスト〈一部〉）
- ストリートファイターZERO3 サイキョー流道場（パッケージイラスト）
- ストリートファイターEX2 PLUS（メインイラスト）
- ストリートファイターIII 3rd STRIKE -Fight for the Future-（オープニング、エンディング、キャラクターセレクト画面、販促用イラスト）
- ストリートファイターEX3（パッケージイラスト、キャラクターセレクト画面〈一部〉）
- カプコン バーサス エス・エヌ・ケイ ミレニアムファイト 2000（CAPCOMグルーヴ選択時のカプコンキャラクターのイラスト）
- ガンスパイク（グラフィックデザイナー）
- 鬼武者（販促用イラスト）
- ストリートファイターZERO3↑（ゲームボーイアドバンス版パッケージイラスト）
- CAPCOM VS. SNK 2 MILLIONAIRE FIGHTING 2001（イラストレーター）
- 鬼武者2
- デビルメイクライ2
- デビルメイクライ3（キャラクター、背景、コンセプトデザイン、アートディレクション）
- ヴァンパイア ダークストーカーズコレクション（メインイラスト）
- ストリートファイターZERO3↑↑（パッケージイラスト、ゲーム中デモ原画〈一部〉）
- カプコン クラシックス コレクション（PlayStation Portable版パッケージイラスト）
- ストリートファイターIV（キャラクター、背景、コンセプトデザイン、キャラクターモデリング、ビジュアル全般監修）
- ドラゴンズドグマ（アートディレクション[3]）